# Gjerstad
Gjerstad é uma comuna da Noruega, com 322 km² de área e 2 541 habitantes (censo de 2004).         